# Adolfo Arrieta
Pour les articles homonymes, voir Arrieta.
Adolfo Arrieta, parfois orthographié Adolpho Arrietta, Ado Arrietta ou Udolpho Arrieta, est un réalisateur et scénariste espagnol, né le 28 août 1942 à Madrid.

## Biographie
Adolfo Arrieta est peintre de 1958 à 1964. Après avoir tourné quelques courts métrages en Espagne, il s'installe en France en 1967 où il réalise ses premiers longs métrages, participant en outre, en 1971, à la réalisation de Numéro zéro de Jean Eustache.
Son film Les intrigues de Sylvia Couski obtient le Grand Prix au Festival du cinéma différent de Toulon en 1974. 
En 1976, ses deux premiers courts-métrages ainsi que Les Intrigues de Sylvia Couski sont achetés pour les collections permanentes du Musée national d'art moderne à Paris et  présentés dans la rétrospective inaugurale du Centre Pompidou, Une Histoire du cinéma. 
En 1979, il a été filmé par Gérard Courant pour son anthologie Cinématon (n° 50).
En 2009, le festival International du film Entrevues lui consacre une rétrospective.
Il est considéré, en Europe, comme l'un des pionniers du cinéma indépendant.
Il a publié, en 2016, The Thing avec le photographe Albert Monis (texte d’Enrique Vila-Matas) aux éditions de la Mangrove (Paris) avec le soutien du fonds de dotation Agnès b.

## Filmographie

### Longs métrages
- 1972 : Le Château de Pointilly
- 1976 : Tam Tam
- 1975 : Les Intrigues de Sylvia Couski
- 1978 : Flammes (film sorti dans un nouveau montage le 17 avril 2013)
- 1983 : Grenouilles
- 2016 : Belle Dormant

### Courts métrages
- 1965 : Le Crime de la toupie (El crimen de la pirindola)
- 1966 : L'Imitation de l'ange (La imitación del ángel)
- 1969 : Le Jouet criminel (Il giocattolo criminale)
- 1989 : Kiki, la gata, épisode de Delirios de amor (série télévisée)
- 1991 : Merlín (moyen-métrage)
- 2003 : Narciso
- 2006 : Vacanza permanente
- 2008 : Dry martini (bunuelino cocktail)

## Publications
- Un morceau de ton rêve... Underground Paris-Madrid 1966-1995, entretien avec Philippe Azoury, Capricci, 2012
- The Thing, avec Enrique Vila-Matas et Albert Monis, éditions de la Mangrove (Paris), 2016

### Film
- André S. Labarthe, « Adolfo Arrietta [cadré – décadré] », 60 min, Prod.: Kidam, 2015